# پلاکستون
پلاکستون (انگلیسی: Plaxton) شرکت خودروسازی بریتانیایی است، که در سال ۱۹۰۷ تأسیس شد.